# Lapscheure

Lapscheure é uma vila e deelgemeente do município belga de Damme, província de Flandres ocidental. Em 1 de Janeiro de 2004, tinha 365 habitantes e uma área de 13,35 km².